# Niederfinow
Niederfinow è un comune di 596 abitanti del Brandeburgo, in Germania.

Appartiene al circondario del Barnim ed è parte della comunità amministrativa di Britz-Chorin-Oderberg.

### Esplicative
1. ↑  Letteralmente: «Finow di sotto», in contrapposizione con la vicina Hohenfinow – «Finow di sopra».

### Bibliografiche
1. 1 2  Amt für Statistik Berlin-Brandenburg - Ente statistico Berlino-Brandeburgo